# Daternomina irrorata
Daternomina irrorata is een schietmot uit de familie Ecnomidae. De soort komt voor in het Australaziatisch gebied.